# スター家族スタジオ
『スター家族スタジオ』（スターかぞくスタジオ）は、1978年4月1日から1980年9月27日までフジテレビで放送されていたクイズ番組である。放送時間は土曜 12:00 - 13:00 （日本標準時）。

## 概要
毎回芸能人とその家族3組（末期には2組）をゲストに招き、彼らを題材にしたクイズに5人のパネラーたちが答えていた。パネラーは、レギュラーメンバーの相馬隆（当時筑波大学助教授）、松岡きっこ、宮尾すすむにゲストパネラー2人を加えた計5人が務めていた。司会は玉置宏が、出題は城ヶ崎祐子（当時フジテレビアナウンサー）が担当。

## ルール
まず出場家族は、5人のパネラーの誰がトップになるのかを予想してフリップに名前を書き、テーブルに伏せる。この予想は「ボーナスクイズ」前に公開する。
問題は全7問。1問目から6問目までは、出場家族に関するクイズ。問題は全て三択問題になっており、パネラーは正解だと思う番号をフリップに書く。正解すれば1点獲得。問題となる家族の順番は次の通り（いずれも画面向かって）。
|          | 1  | 2  | 3  | 4  | 5  | 6  |
| -------- | -- | -- | -- | -- | -- | -- |
| 中期まで | 左 | 中 | 右 | 左 | 中 | 右 |
| 末期     | 左 | 右 | 左 | 右 | 左 | 右 |

そして最終問題（7問目）は「ボーナスクイズ」。まずスタジオにある一般人が1名登場。パネラーはその人がどの家族と関係あるかを答える。正解すれば複数点獲得。ただし点数は玉置の独断で決められるため、全員にトップのチャンスがあるか最下位パネラー（稀にブービーパネラーも）は泣きを見るかのいずれかとなる。
最終的にトップになったパネラーや、それを予想した家族には、それぞれ賞品が与えられる。またトップパネラーは、トップ予想が的中した投稿葉書の中から抽選して1枚を選ぶ。その投稿者にも賞品が与えられる。

## エピソード
レギュラー陣全員でテーマソングを作ったことがある（題名は不明）。

## スタッフ
- 構成：塚田茂 / 大谷哲郎、小林久枝、小堀陽子
- 取材協力：スタッフ東京
- 音楽：広瀬健次郎
- 演奏：ダン池田とニューブリード
- コーラス：ムーン・ドロップス
- 美術プロデューサー：堀切清
- デザイン：高橋幸夫
- 制作進行：山根安雄
- 電飾：興進電化
- タイトル：山形憲一
- 音響効果：第一音響
- 技術：ニユーテレス
- 照明：石井健治
- VTR：遠藤春夫
- 協力：東洋現像所ビデオセンター
- プロデューサー：宮本洋
- 担当：宮本洋、熊田共一
- 企画構成：フジ制作
- 制作著作：フジテレビ